# 26. Tony-gála
A 26. Tony-gála az 1971/1972-es szezon legjobb Broadway színházi alakításait értékelte. A díjátadót 1972. április 23-án tartották a New York-i The Broadway Theatreben, a műsor házigazdái Henry Fonda, Deborah Kerr és Peter Ustinov voltak. A gálát az ABC televízióadó közvetítette élőben.

## Győztesek és jelöltek
A nyertesek félkövérrel jelölve.
| Legjobb színdarab | Legjobb musical |
| --- | --- |
| - Bot és gitár – David Rabe - Régi idők – Harold Pinter - A 88. utca foglya – Neil Simon - Éljen a királynő! – Robert Bolt                                                                                          | - Veronai fiúk - Ain't Supposed to Die a Natural Death - Follies - Grease |
| Legjobb szövegkönyv musicalben | Legjobb eredeti zene |
| - John Guare, Mel Shapiro – Veronai fiúk - Melvin Van Peebles – Ain't Supposed to Die a Natural Death - James Goldman – Follies - Jim Jacobs, Warren Casey – Grease                                                 | - Follies – Stephen Sondheim (zene és dalszöveg) - Ain't Supposed to Die a Natural Death – Melvin Van Peebles (zene és dalszöveg) - Jézus Krisztus szupersztár – Andrew Lloyd Webber (zene), Tim Rice (dalszöveg) - Veronai fiúk – Galt MacDermot (zene), John Guare (dalszöveg) |
| Legjobb férfi főszereplő színdarabban | Legjobb női főszereplő színdarabban |
| - Cliff Gorman – Lenny (Lenny Bruce) - Tom Aldredge – Bot és gitár (Ozzie) - Donald Pleasence – Wise Child (Mrs. Artminster) - Jason Robards – The Country Girl (Frank Elgin)                                       | - Sada Thompson – Twigs (További szereplők) - Eileen Atkins – Éljen a királynő! (I. Erzsébet) - Colleen Dewhurst – All Over (Az úrnő) - Rosemary Harris – Régi idők (Anna) |
| Legjobb férfi főszereplő musicalben | Legjobb női főszereplő musicalben |
| - Phil Silvers – Hallottátok, mi esett meg útban a Fórum felé?! (Pseudolus) - Clifton Davis – Veronai fiúk (Valentine) - Barry Bostwick – Grease (Danny Zuko) - Raúl Juliá – Veronai fiúk (Proteus)                 | - Alexis Smith – Follies (Phyllis Rogers Stone) - Jonelle Allen – Veronai fiúk (Silvia) - Dorothy Collins – Follies (Sally Durant Plummer) - Mildred Natwick – Nercbanda (Ida Dodd)                                                                                              |
| Legjobb férfi mellékszereplő színdarabban | Legjobb női mellékszereplő színdarabban |
| - Vincent Gardenia – A 88. utca foglya (Harry Edison) - Douglas Rain – Éljen a királynő! (William Cecil) - Lee Richardson – Éljen a királynő! (Lord Bothwell) - Joe Silver – Lenny (További szereplők)              | - Elizabeth Wilson – Bot és gitár (Harriet) - Cara Duff-MacCormick – Moonchildren (Shelly) - Mercedes McCambridge – The Love Suicide at Schofield Barracks (Lucy Lake) - Frances Sternhagen – The Sign in Sidney Brustein's Window (Mavis Parodus Bryson)                        |
| Legjobb férfi mellékszereplő musicalben | Legjobb női mellékszereplő musicalben |
| - Larry Blyden – Hallottátok, mi esett meg útban a Fórum felé?! (Hysterium) - Timothy Meyers – Grease (Kenickie) - Gene Nelson – Follies (Buddy Plummer) - Ben Vereen – Jézus Krisztus szupersztár (Judas Iscariot) | - Linda Hopkins – Inner City (További szereplők) - Adrienne Barbeau – Grease (Betty Rizzo) - Bernadette Peters – On the Town (Hildy Esterhazy) - Beatrice Winde – Ain't Supposed to Die a Natural Death (További szereplők)                                                      |
| Legjobb színdarabrendező | Legjobb musicalrendező |
| - Mike Nichols – A 88. utca foglya - Jeff Bleckner – Bot és gitár - Gordon Davidson – The Trial of the Catonsville Nine - Peter Hall – Régi idők                                                                    | - Harold Prince, Michael Bennett – Follies - Gilbert Moses – Ain't Supposed to Die a Natural Death - Mel Shapiro – Veronai fiúk - Burt Shevelove – Hallottátok, mi esett meg útban a Fórum felé?!                                                                                |
| Legjobb koreográfia | Legjobb díszlettervezés |
| - Michael Bennett – Follies - Patricia Birch – Grease - Jean Erdman – Veronai fiúk | - Boris Aronson – Follies - John Bury – Régi idők - Kert Lundell – Ain't Supposed to Die a Natural Death - Robin Wagner – Jézus Krisztus szupersztár |
| Legjobb jelmeztervezés | Legjobb látványtervezés |
| - Florence Klotz – Follies - Theoni V. Aldredge – Veronai fiúk - Randy Barceló – Jézus Krisztus szupersztár - Carrie F. Robbins – Grease                                                                            | - Tharon Musser – Follies - Martin Aronstein – Ain't Supposed to Die a Natural Death - John Bury – Régi idők - Jules Fisher – Jézus Krisztus szupersztár |

### Különdíjak
- The Theatre Guild—American Theatre Society
- Hegedűs a háztetőn (Harold Prince)
- Ethel Merman
- Richard Rodgers

## Előadott számok
- Ain't Supposed to Die a Natural Death ("Put a Curse on You")
- Jézus Krisztus szupersztár (Jeff Fenholt, Yvonne Elliman)
- Mersz-e Mary? ("You Can Dance With Any Girl" - Helen Gallagher, Bobby Van / "I Want to Be Happy" - Ruby Keeler)[1]

## Műsorvezetők
A gálán az alábbi műsorvezetők működtek közre:
- Richard Benjamin
- Ingrid Bergman
- Claire Bloom
- Arlene Dahl
- Sandy Duncan
- Peter Falk
- Lee Grant
- Joel Grey
- Arthur Hill
- Hal Holbrook
- Jean Stapleton
- Gwen Verdon
- Desi Arnaz
- Janet Blair
- Larry Blyden
- Alfred Drake
- Helen Gallagher
- Lisa Kirk
- Hal Linden
- Barbara McNair
- Ethel Merman
- Constance Towers

## Fordítás
- Ez a szócikk részben vagy egészben  a(z)   26th Tony Awards című angol Wikipédia-szócikk fordításán alapul.  Az eredeti cikk szerkesztőit annak laptörténete sorolja fel. Ez a jelzés csupán a megfogalmazás eredetét és a szerzői jogokat jelzi, nem szolgál a cikkben szereplő információk forrásmegjelöléseként.